# Laser 4000

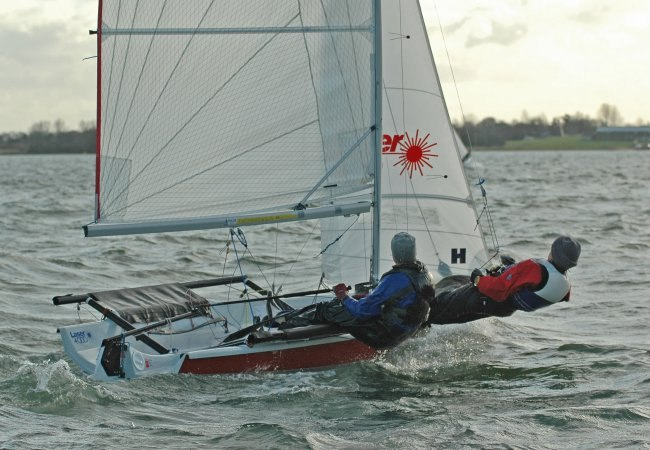
Laser 4000 auf Am-Wind-Kurs.

Der Laser 4000 ist eine Renn-Jolle aus der Familie der Laserklasse. Der Laser 4000 wird von zwei Personen gesegelt. Es handelt sich dabei um eine Einheitsklasse (One Design), an der keine baulichen Veränderungen vorgenommen werden dürfen.
Durch die Ausstattung mit Gennaker und Trapezen entfaltet der Laser 4000 seine Stärke vor allem auf Raumwindkursen.

## Gewichtsausgleich
Auf Regatten müssen leichtere Segelcrews Ballastgewichte mit an Bord nehmen, die in der Mitte des Rumpfs befestigt werden. Dadurch entsteht leichteren Crews der Nachteil, dass ihr (ohnehin geringeres) Eigengewicht beim Ausreiten – zum Ausgleich der Krängung – weniger wirksam werden kann. Um diesen Nachteil auszugleichen, dürfen beim Laser 4000 leichtere Crews die Ausreitaufbauten weiter nach außen befestigen, wodurch das geringere Gewicht durch das Hebelprinzip wettgemacht werden kann. Diese baulich-technische Maßnahme findet sich bei immer mehr neuen Jollenklassen.